# Lobelka

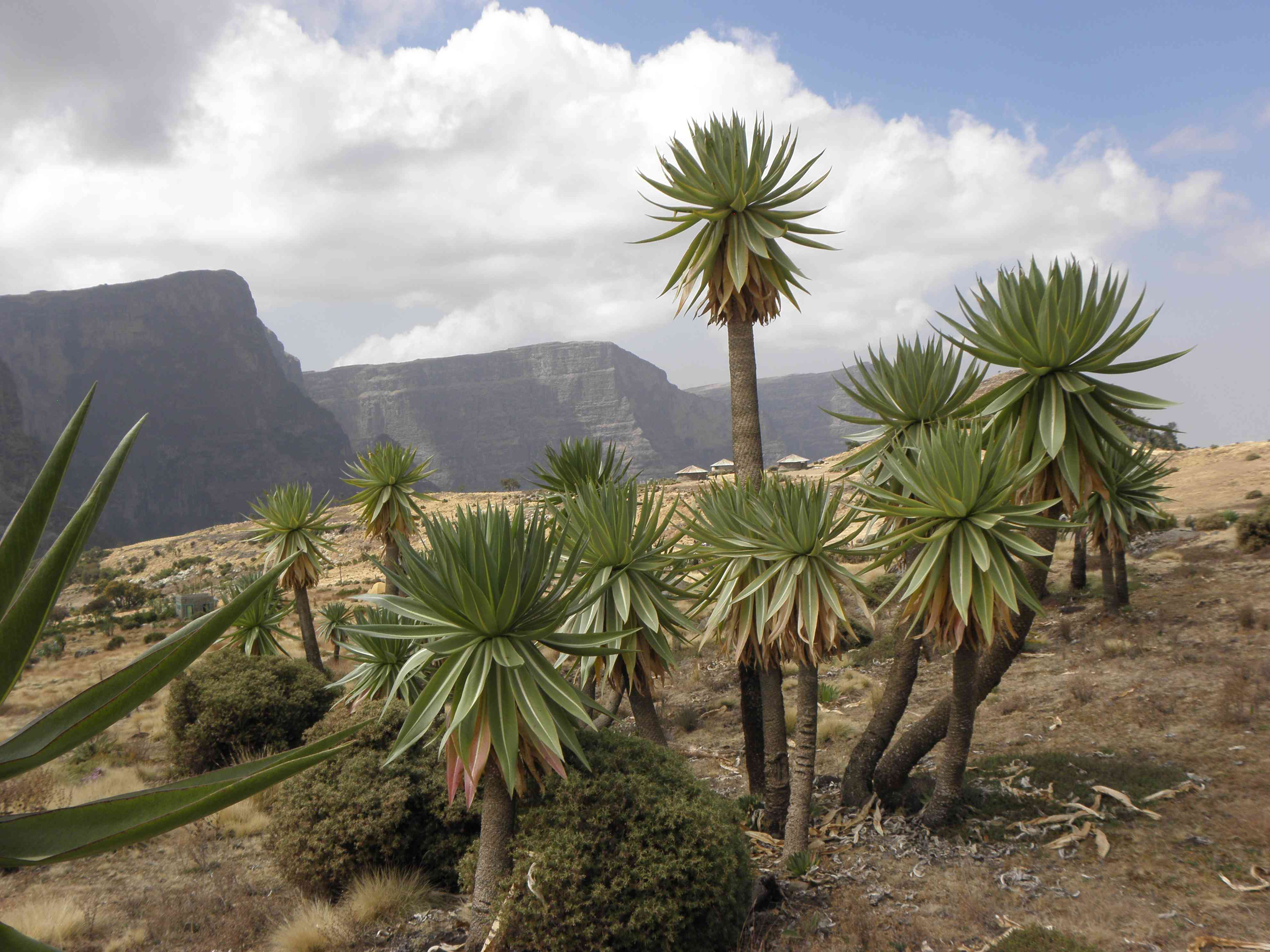
Stromovité lobelky L. rhynchopetalum v etiopských horách

Lobelka (Lobelia) je rod rostlin z čeledi zvonkovité. Zahrnuje více než 400 druhů a je rozšířen téměř po celém světě. Lobelky mohou mít velmi různorodou podobu. Jsou to jednoleté i vytrvalé byliny, keře a v malé míře i stromy, jsou mezi nimi i vodní, epifytní nebo hlíznaté rostliny. Mají jednoduché střídavé listy a dvoustranně souměrné květy s jednopyskou nebo dvoupyskou korunou. Květy jsou opylovány buď hmyzem, ptáky nebo netopýry. Plodem je tobolka nebo bobule. Největší počet druhů lobelek roste v Americe a Africe. V Evropě rostou pouze 2 druhy, na území České republiky ani jeden z nich nezasahuje. V alpínském stupni některých pohoří východní Afriky a Havaje rostou gigantické lobelky s dřevnatým kmenem zakončeným hustou růžicí tuhých listů.
Lobelky mají význam zejména jako okrasné rostliny a v lékařství. Obsahují účinné alkaloidy a řada druhů je jedovatá. Alkaloidy z některých druhů mají účinek podobný nikotinu.
Lobelka modrá je pěstována v různých barevných kultivarech jako delikátní okrasná letnička. Řidčeji jsou v České republice pěstovány i jiné, robustnější druhy. Severoamerická lobelka nadmutá je součástí oficiálního lékopisu a je zdrojem alkaloidu lobelinu, používaného ve farmacii. Celá řada různých jiných druhů se používá v domorodé a lokální medicíně v různých částech světa.

## Popis
Lobelky jsou vytrvalé nebo jednoleté byliny, řidčeji keře či stromy. Dorůstají výšky od 2 centimetrů do 9 metrů. Většinou koření v zemi, řidčeji jsou to vodní rostliny nebo epifyty. Při poranění roní bílé nebo výjimečně barevné, husté latexové mléko. Listy jsou jednoduché, na okraji různě zubaté nebo řidčeji celokrajné, řapíkaté nebo přisedlé, střídavé, spirálně nebo dvouřadě rozložené, bez palistů. Žilnatina je většinou zpeřená. Květy jsou dvoustranně souměrné, resupinátní (otočené o 180°), stopkaté, většinou oboupohlavné, jednotlivé v úžlabí listů nebo uspořádané ve vrcholových hroznech nebo latách. Češule je srostlá se semeníkem. Kalich je vytrvalý, většinou víceméně pravidelný, s 5 trojúhelníkovitými, celokrajnými nebo zubatými laloky. Koruna je nejčastěji zbarvená v různých odstínech modré či purpurové, řidčeji červená, růžová, oranžová, žlutá, zelená nebo bílá. Je dvoustranně souměrná, obyčejně dvoupyská, s horním pyskem tvořeným 2 laloky a spodním ze 3 laloků, případně jednopyská s 5 spodními laloky. Korunní trubka bývá na hřbetní straně typicky až téměř k bázi rozčleněná. Pouze výjimečně má koruna vytvořenu nektáriovou ostruhu. Tyčinek je 5 a vyrůstají z okraje češule nebo báze korunní trubky, nitkami jsou srostlé a obklopují čnělku. Některé nebo všechny prašníky jsou na vrcholu vousaté. Semeník je spodní nebo polospodní, se 2 komůrkami obsahujícími mnoho vajíček. Čnělka je tenká, zakončená dvouklanou bliznou, pod vrcholem s věncem tuhých bílých chlupů. Plodem je pouzdrosečná tobolka pukající na vrcholu 2 trojúhelníkovitými chlopněmi, méně často dužnatá nebo suchá bobule. Semena jsou drobná, podlouhlá, trojhranná nebo čočkovitá, někdy křídlatá.

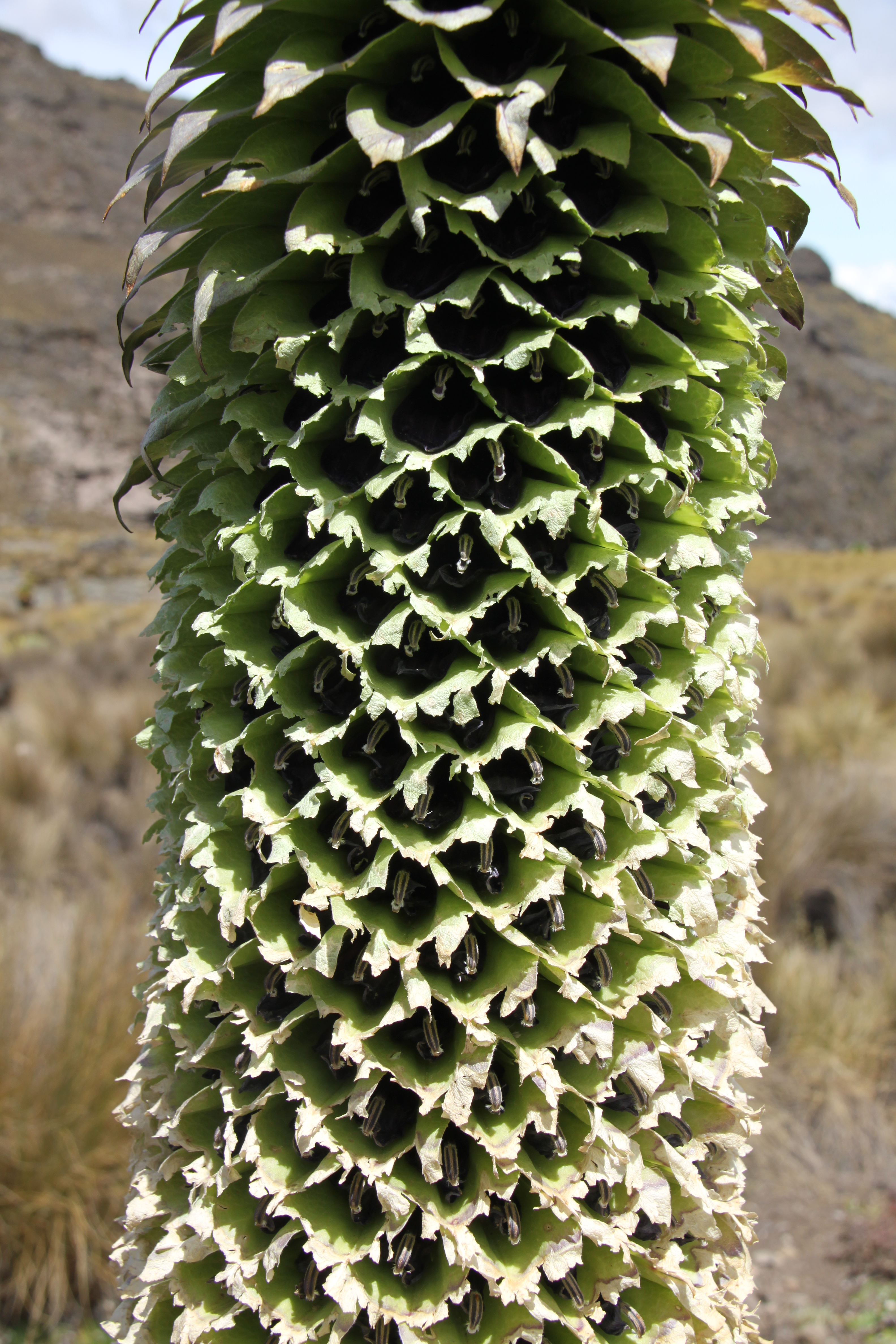
Detail hustého květenství Lobelia deckenii subsp. keniensis
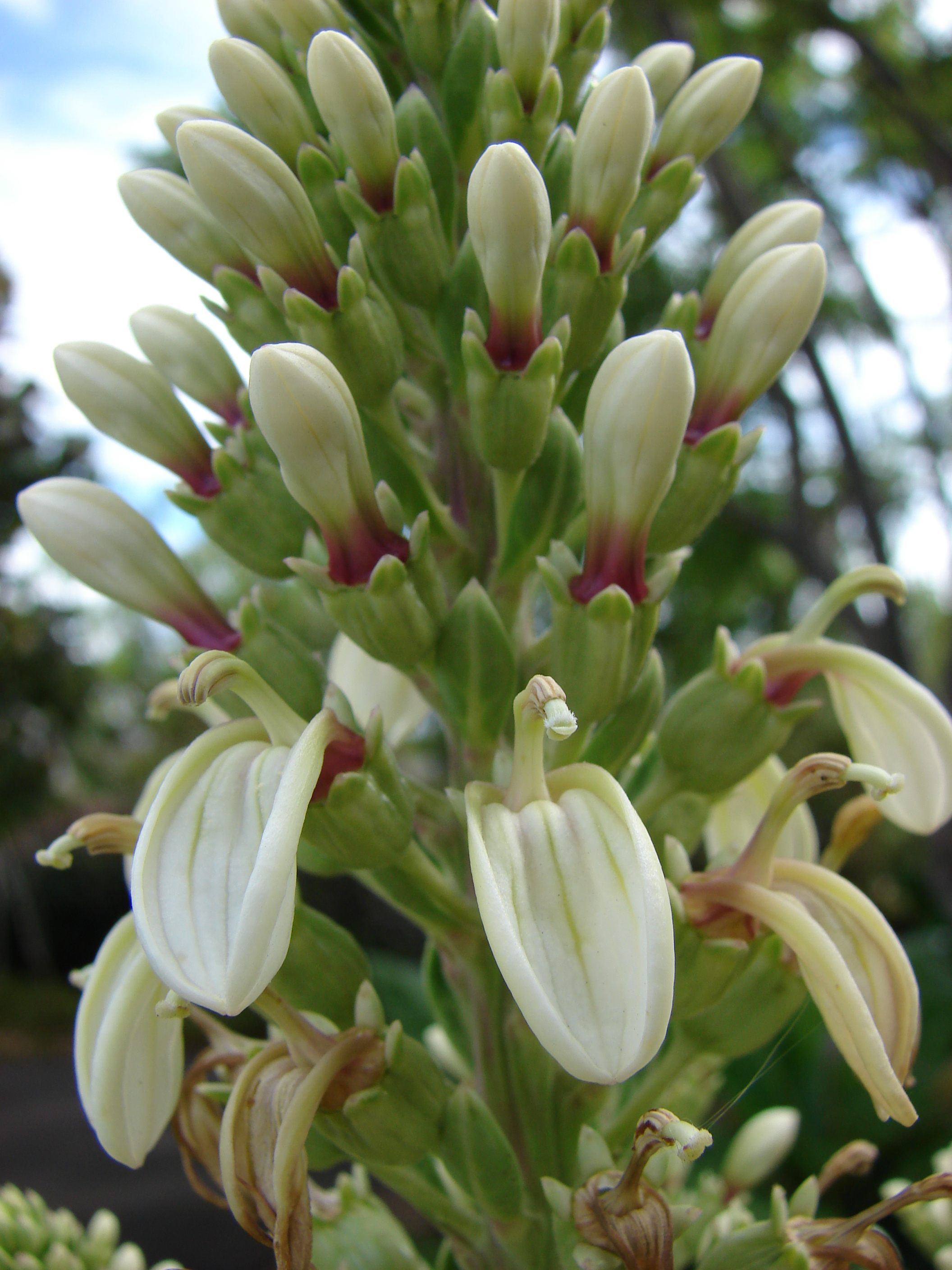
Květentví Lobelia boninensis
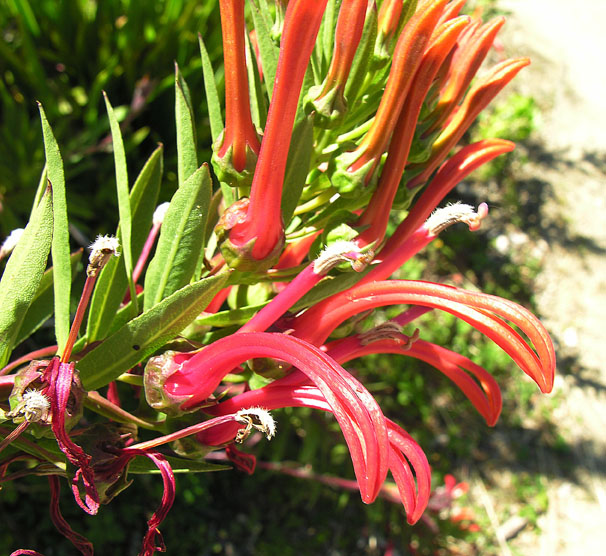
Květentví Lobelia bridgesii
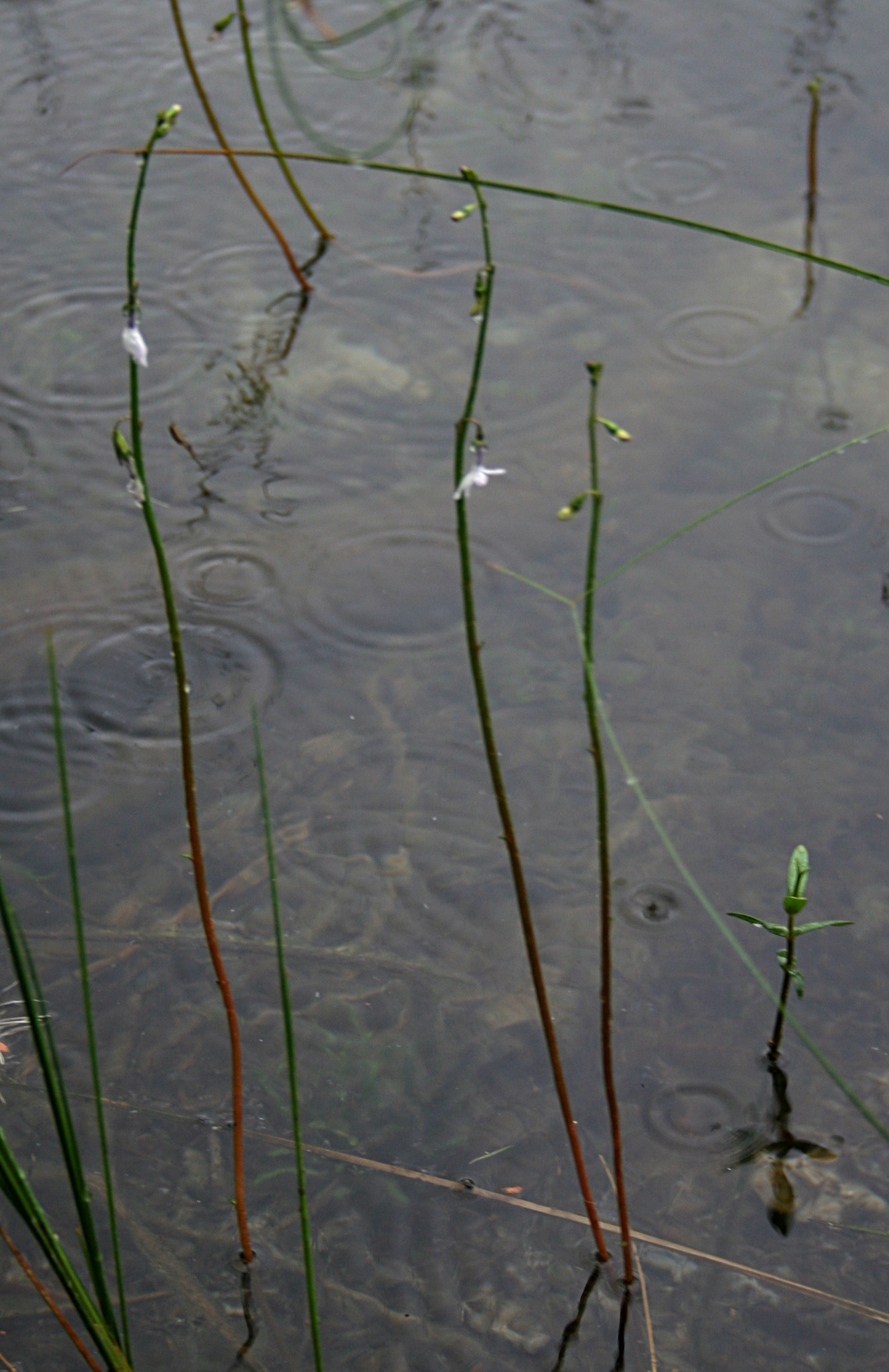
Vodní druh Lobelia dortmanna
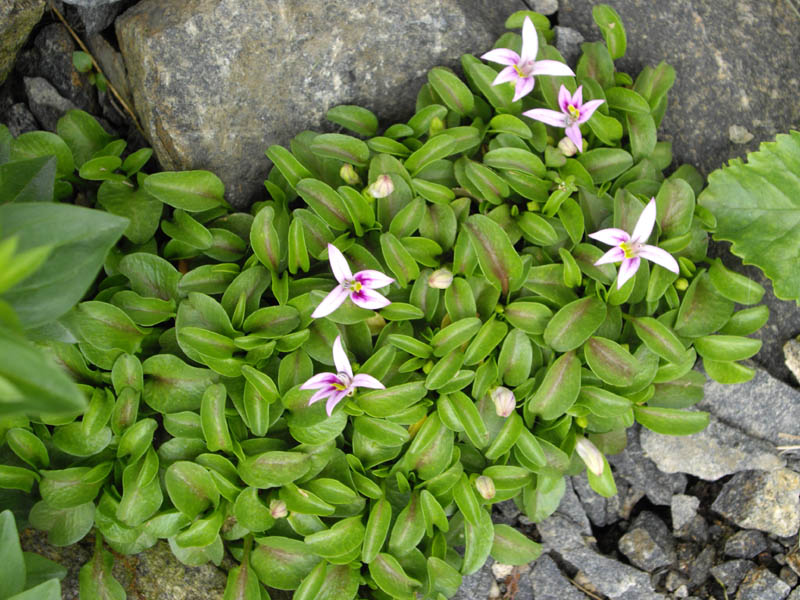
Andský druh Lobelia oligophylla
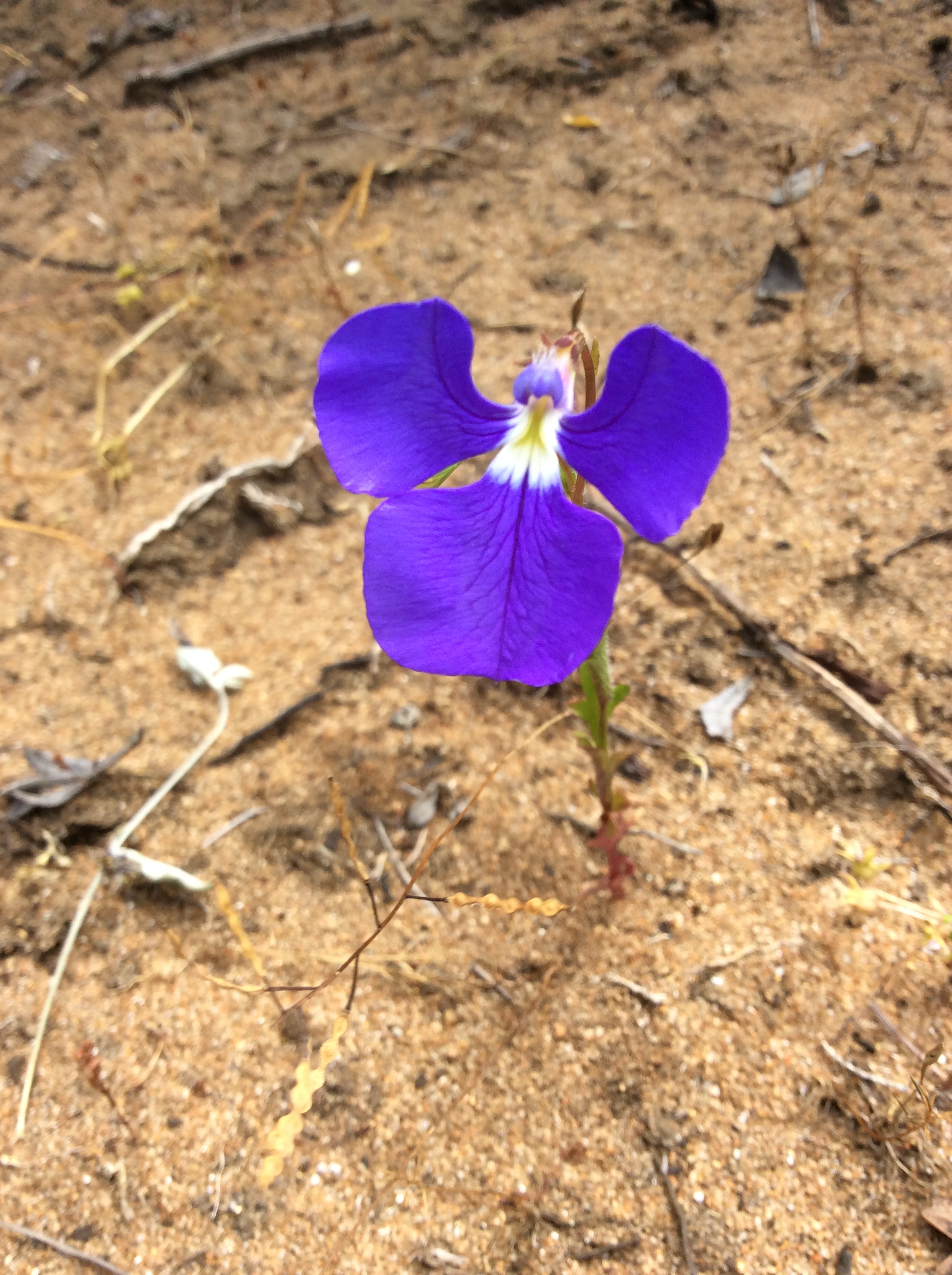
Australský druh Lobelia tenuior
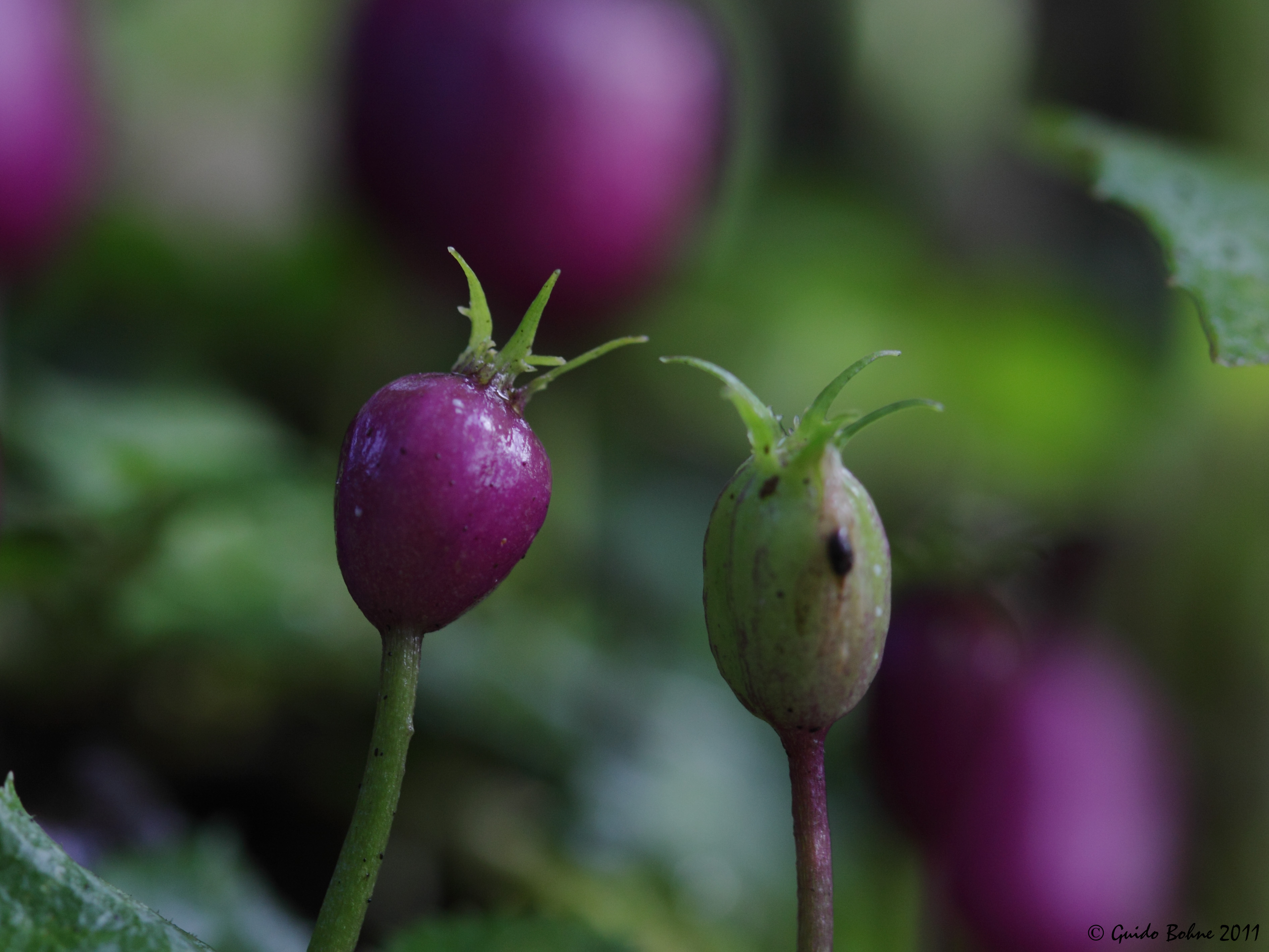
Lobelia angulata s plody

## Rozšíření
Rod lobelka zahrnuje přes 400 druhů. Je rozšířen téměř po celém světě. V Africe je rozšířen téměř na celém kontinentu s výjimkou většiny severoafrických zemí, také na Madagaskaru, Madeiře, Azorách, Svaté Heleně a Maskarénských ostrovech. V Asii sahá areál od Arábie po ruský Dálný východ a Tichomořské ostrovy včetně Havaje. V Australské oblasti rostou lobelky v Austrálii a na Novém Zélandu. V Americe sahá rozšíření lobelek od severní Kanady a Aljašky po Ohňovou zemi v nejjižnější části Jižní Ameriky, rostou též v Karibiku, na Galapágách, Bahamách i ostrovech Juan Fernandez a Falklandách. Největší počet druhů se vyskytuje v Americe (asi 40 %) a v Africe (téměř 40 %). Druh Lobelia anceps má zajímavý areál rozšíření, zahrnující všechny kontinenty jižní polokoule s výjimkou Antarktidy.
V Evropě rostou 2 druhy. Lobelka L. dortmanna se vyskytuje v severní Evropě od Velké Británie a Francie přes Skandinávii a Pobaltí po západní Rusko. Lobelka palčivá (L. urens) roste v jihozápadní Evropě. Na území České republiky ani jeden z těchto druhů nezasahuje. Pouze výjimečně zde zplaňuje pěstovaná lobelka modrá.
Z Číny je uváděno 23 druhů, z toho 6 endemických. V jihovýchodní Asii rostou lobelky zejména ve vlhkých horských oblastech a některé druhy vystupují až do nadmořských výšek okolo 3600 metrů.
Lobelky vyhledávají vesměs spíše vlhčí stanoviště. Výjimkou je např. druh L. berlandieri, rostoucí v sušších oblastech Texasu a Mexika.

### Havajské lobelky

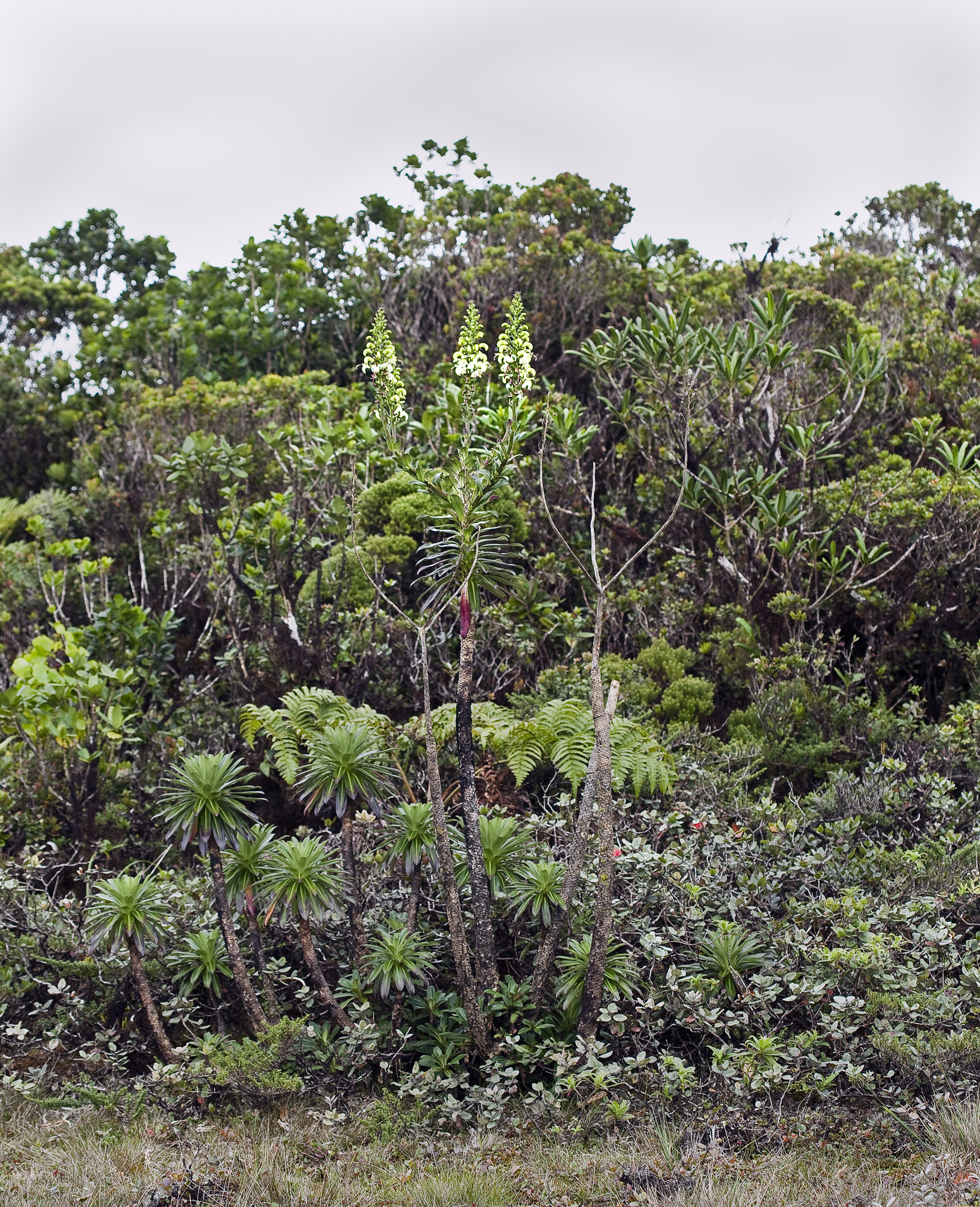
Lobelia villosa na Havaji

Havajské lobelky jsou ukázkovým příkladem adaptivní radiace a nejrozsáhlejším známým případem radiace v rámci jednoho souostroví. Rostliny jsou natolik rozrůzněné co do růstové formy, stanoviště, morfologie květů a způsobu šíření semen, že byly v minulosti považovány za potomky nejméně 5 různých druhů kolonizujících toto souostroví. Analýzou DNA bylo zjištěno, že všech 128 havajských druhů jsou potomci jediného druhu, který se na ostrovy dostal relativně brzy po jejich vzniku před 13 miliony let. V současné taxonomii jsou tyto havajské druhy řazeny do 5 rodů: Lobelia (14 druhů), Cyanea (76), Clermontia (22), Delissea (10) a Brighamia (2 druhy), přičemž 4 z těchto rodů jsou endemity Havaje.

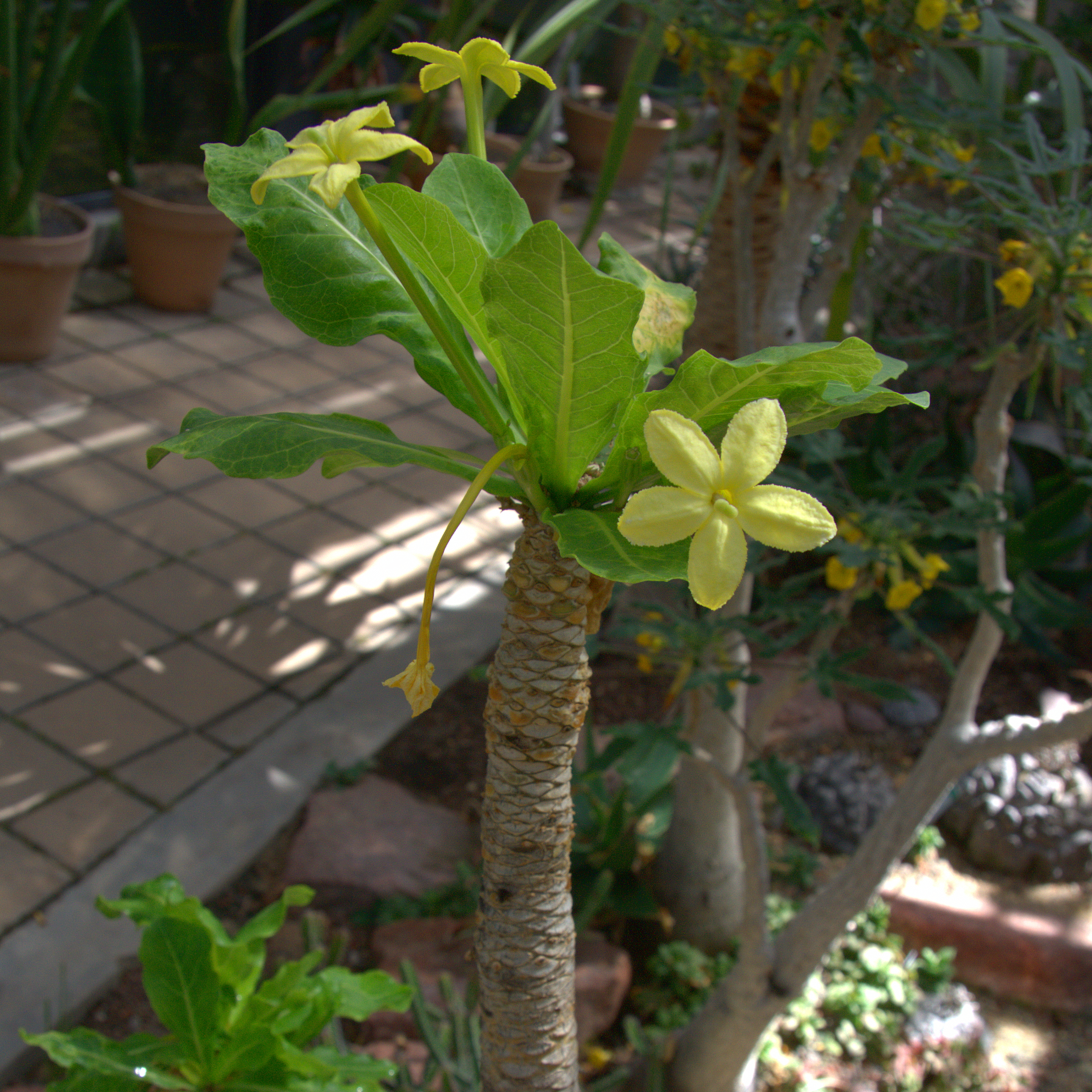
Brighamia insignis
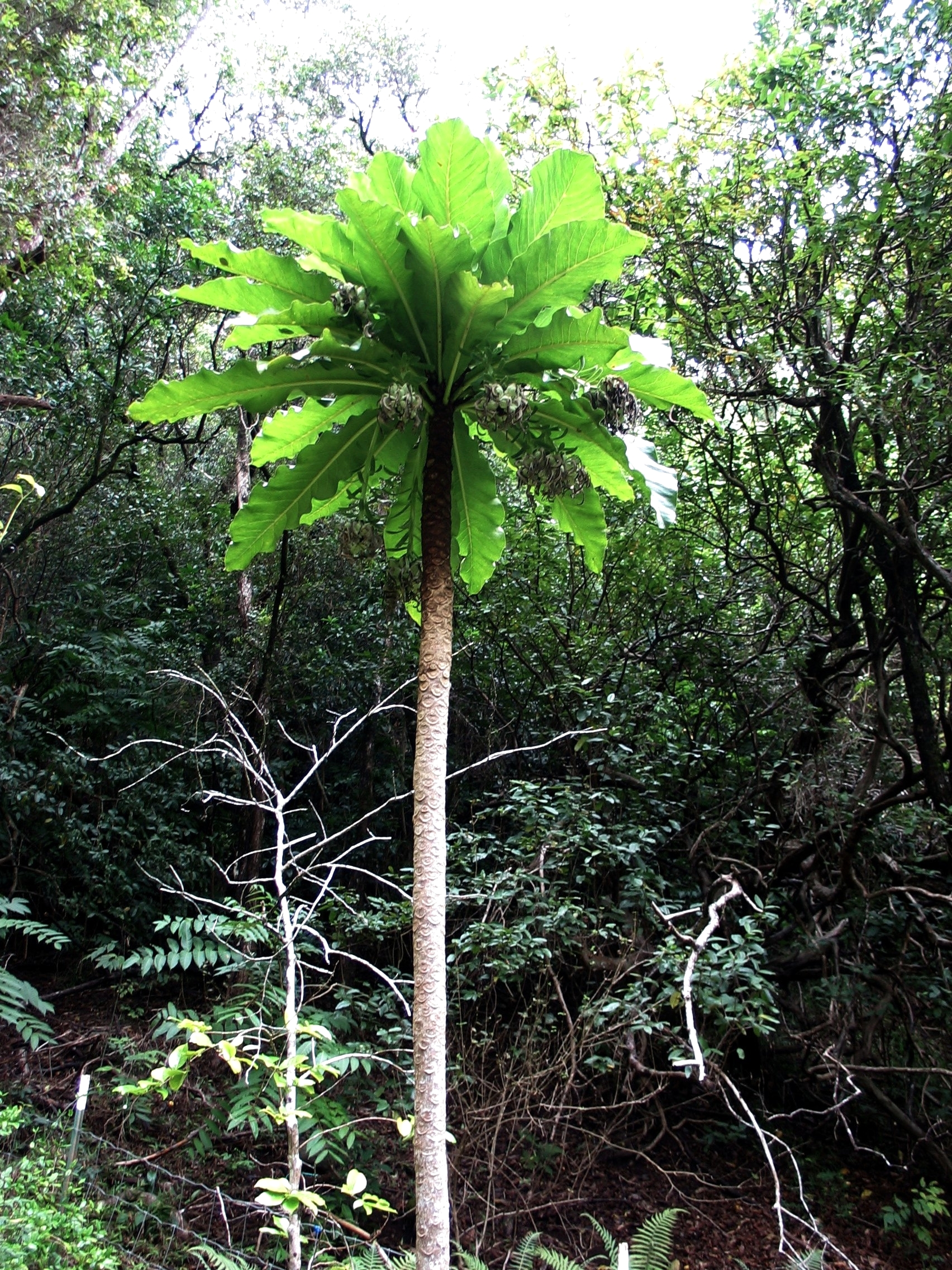
Cyanea superba
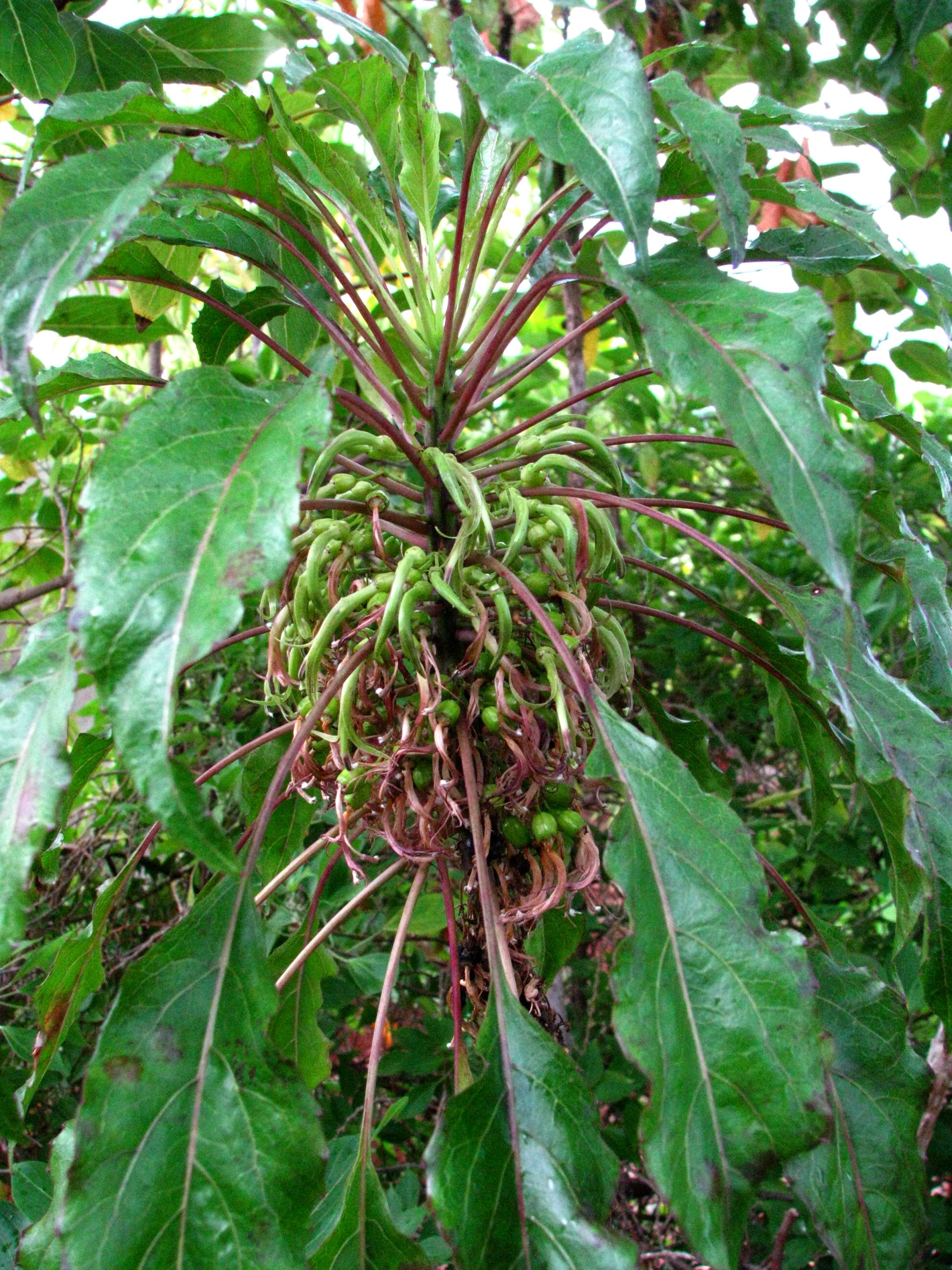
Delissea kauaiensis

### Africké lobelky
V alpínském stupni některých vysokých pohoří východní Afriky (Mount Kenya, Kilimandžáro, Ruwenzori, Mount Cameroon, Mount Meru) a severovýchodní Afriky (Imatong Mountains na hranicích Jižního Súdánu a Ugandy, Bale Mountains v Etiopii) se vyvinula zajímavá rostlinná společenstva, označovaná jako Dendrosenecio woodlands. Z nízké alpínské vegetace zde ční obří růžicovité byliny, náležející k rodům starček a lobelka. Podobné přizpůsobení vysokohorskému klimatu tropických hor mají např. také klejovky v jihoamerických Andách a rod Argyroxiphium z čeledi hvězdnicovité na Havaji. Východoafrické vysokohorské lobelky mohou mít buď přízemní růžici tuhých listů, nebo růžice spočívá na vrcholu tlustého nevětveného stonku, který může dorůstat výšky až 9 metrů. V alpínské zóně Mount Kenya v Keni ční na zamokřených místech z vegetace masivní růžice Lobelia keniensis, která zde roste s habituelně podobným starčekem Senecio brassica.

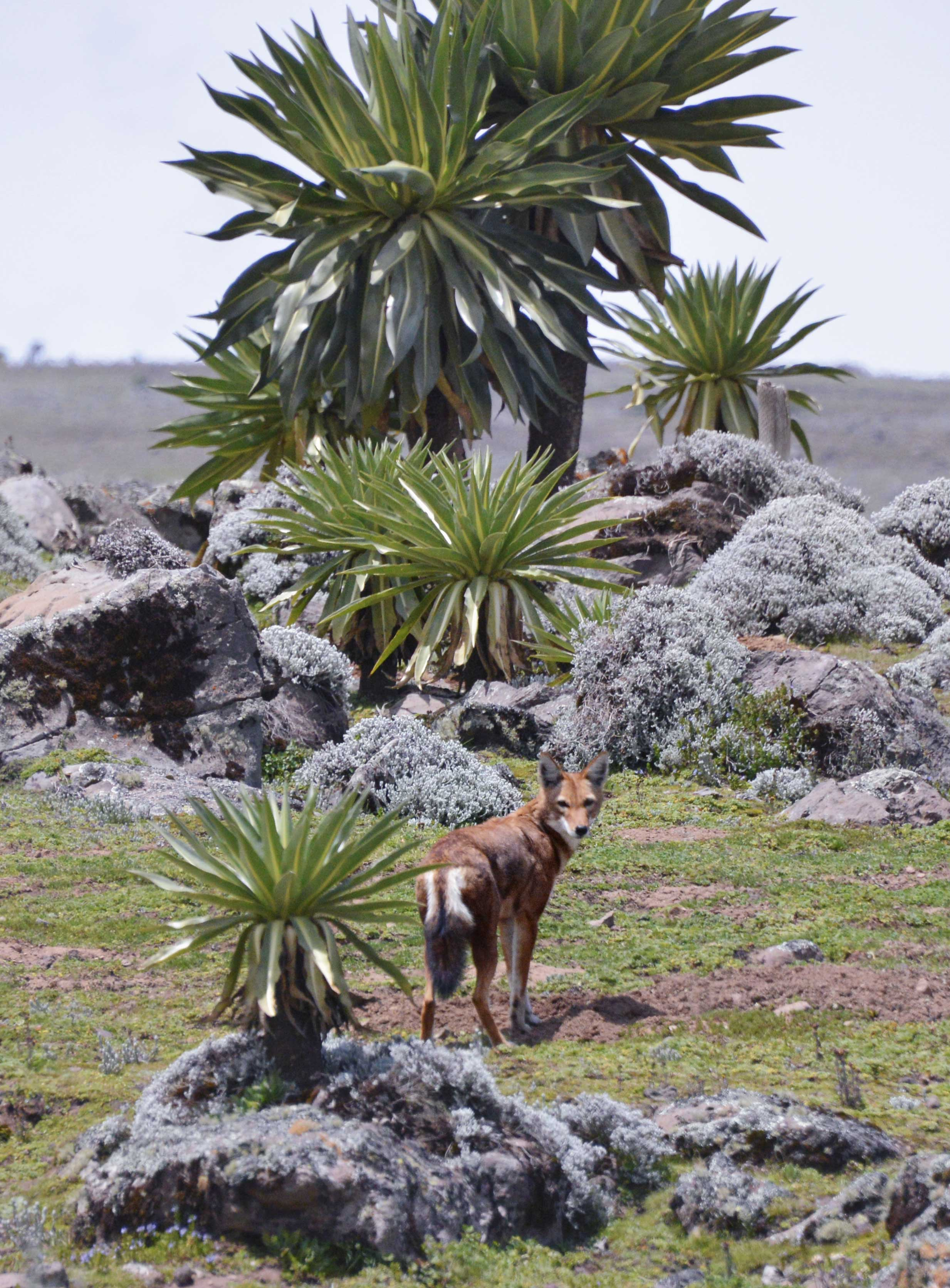
Lobelia rhynchopetalum v Etiopii
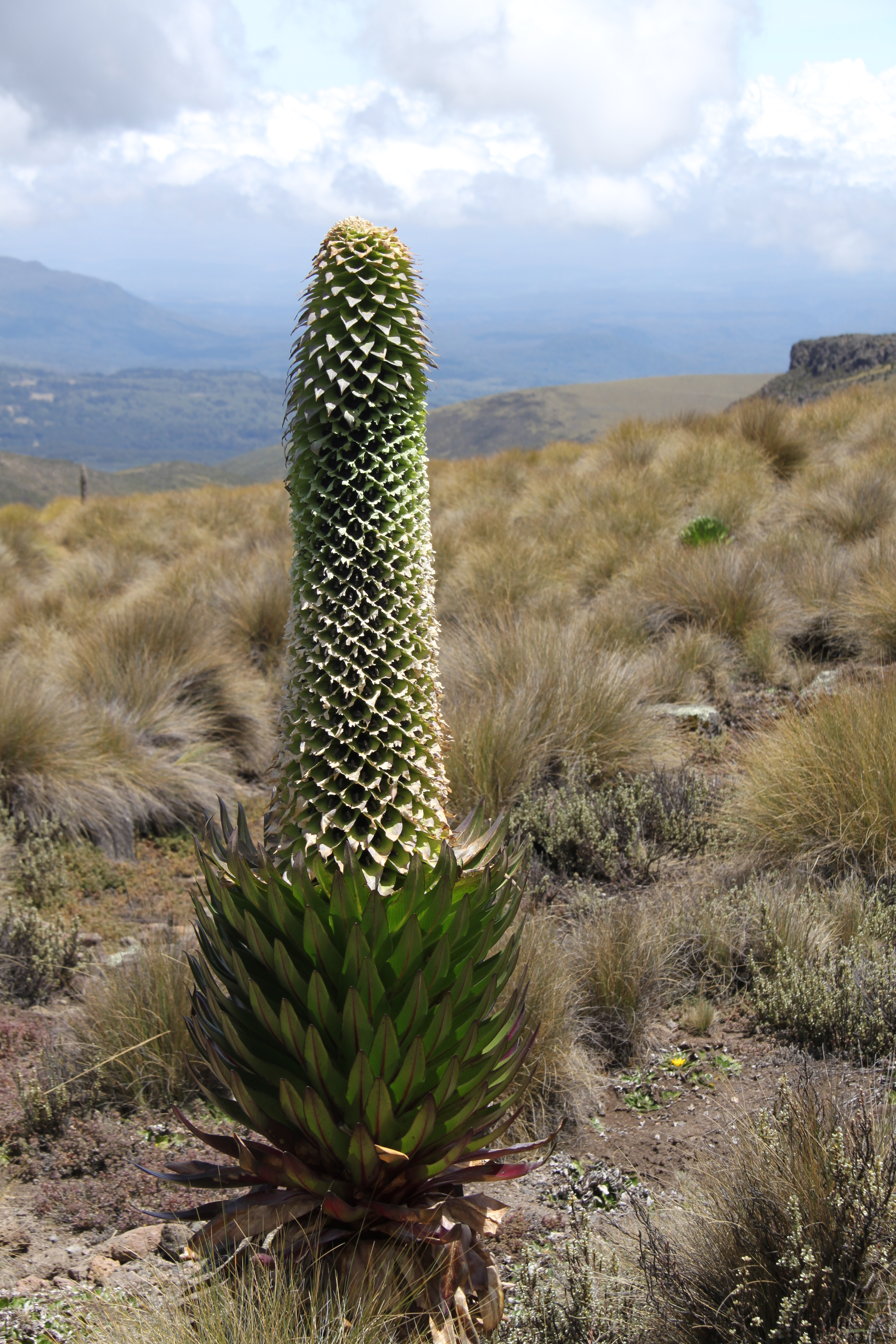
Lobelia keniensis na Mt. Kenya

## Ekologické interakce

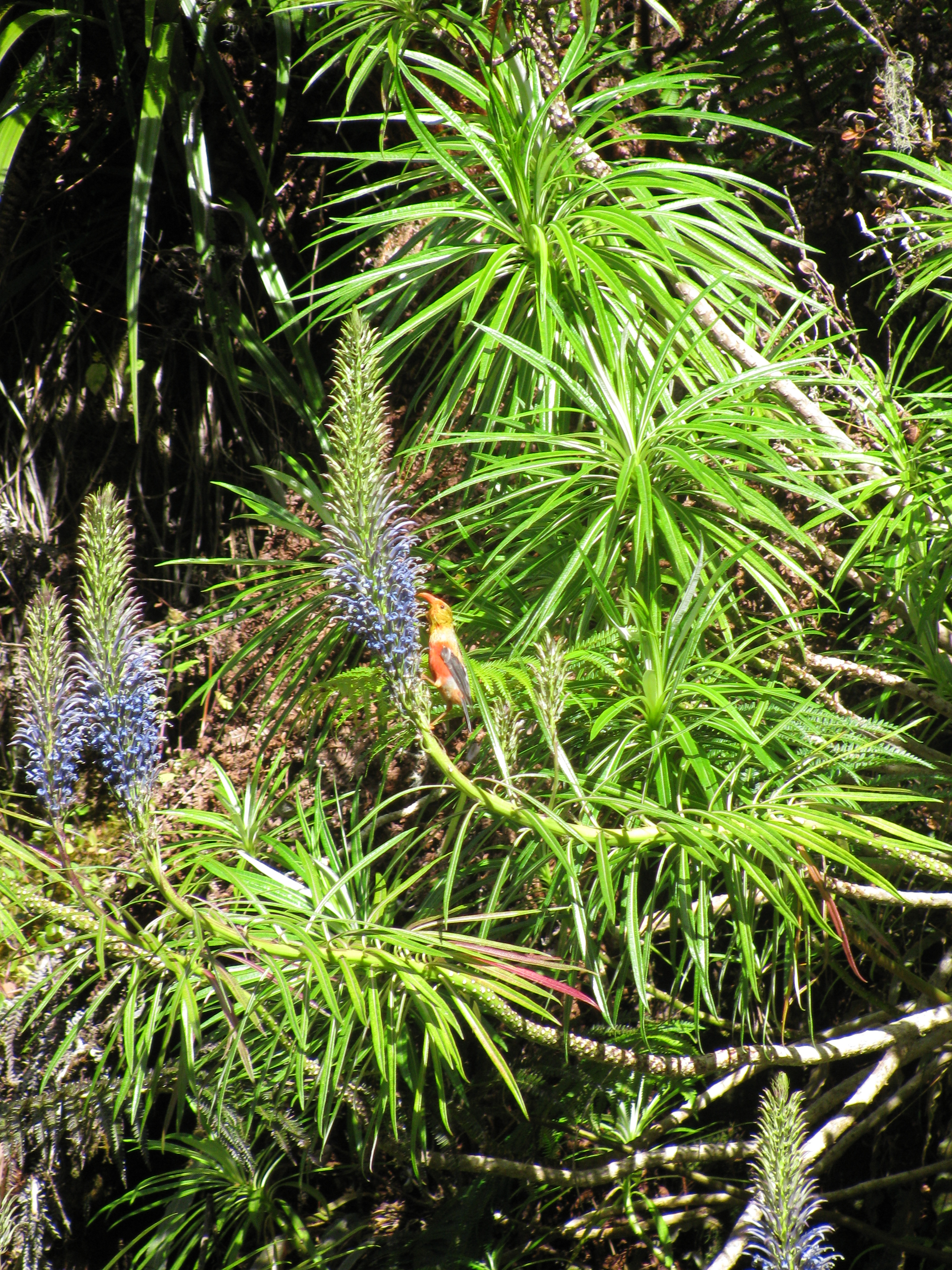
Havajský šatovník Drepanis coccinea na květech Lobelia grayana

Lobelky mají vesměs dosti nápadné květy, jejichž vzhled, barva, vůně i doba otevření korespondují se specializací na určitý typ opylovače. Samoopylení bývá zabráněno proterandrií, tedy jevem, kdy nejprve dozrávají prašníky a až po vyprášení pylu proráží čnělka trubičkou tyčinek a blizna se stává receptivní.
Druhy s květy s krátkou korunní trubkou, obvykle zbarvenými v různých odstínech modré, fialové či bělavé barvy, jsou zpravidla opylovány hmyzem, zejména včelami a čmeláky, neboť tyto druhy hmyzu jsou dost robustní na to, aby byly schopny proniknout do dvoupyského květu a dostat se k nektaru. Do této skupiny druhů náležejí např. severoamerické druhy lobelka nadmutá, lobelka příjičná, Lobelia spicata, stejně jako velká řada druhů z jiných částí světa.
Mezi charakteristické znaky opylování ptáky náležejí trubkovité květy jasných barev červené části spektra (červené, purpurové, oranžové ap.), s hojným obsahem nektaru a bez nápadné vůně. Americké druhy lobelek s květy nesoucími tyto znaky jsou opylovány kolibříky. Náleží mezi ně např. lobelka šarlatová, Lobelia laxiflora, v jihoamerických Andách Lobelia excelsa
Tento způsob opylování je rozšířen na Havaji, kde je většina druhů lobelek opylována ptáky, zejména šatovníky rodů Drepanis a Vestiaria. V minulosti je opylovali i havajští endemičtí pěvci z čeledi Mohoidae, kteří však již zcela vyhynuli. Částečně je v jejich roli nahradil jakožto náhradní opylovač introdukovaný druh kruhoočko japonské (Zosterops japonicus).
Horské lobelky ve východní Africe jsou primárně opylovány strdimily. Například květy růžicovitého druhu Lobelia telekii na Mount Kenya opyluje strdimil zelenopláštíkový (Nectarinia johnstoni). Květy Lobelia keniensis navštěvují také jiní pěvci, konkrétně skalníček slatinný (Pinarochroa sordida) z čeledi lejskovití a špaček tenkozobý (Onychognathus tenuirostris).
Rostliny opylované netopýry mívají charakteristicky bledé, silně vonné, trubkovité květy s množstvím sladkého nektaru, které se otevírají na noc. Na Kubě rostou tři druhy lobelek opylované netopýrem, zvaným glosofága kubánská (Monophyllus redmani). Při podrobném studiu polinační biologie byl zjištěn zajímavý izolační mechanismus zabraňující křížení druhů. Staminální trubička s čnělkou uvnitř ční u těchto druhů lobelek z květu šikmo vzhůru. Tlak jazyka netopýra na nektarovou komůrku způsobí, že se trubička skloní dolů a nanese pyl na plošně omezené místo na hlavě netopýra. Bylo zjištěno, že každý z daných tří druhů dává netopýrům pyl na odlišné, plošně omezené místo hlavy, což souvisí s délkou trubičky s prašníky. Když potom netopýr saje na květu daného druhu v samičí fázi, stejného místa se dotkne čnělka a pyl se na ní nalepí.

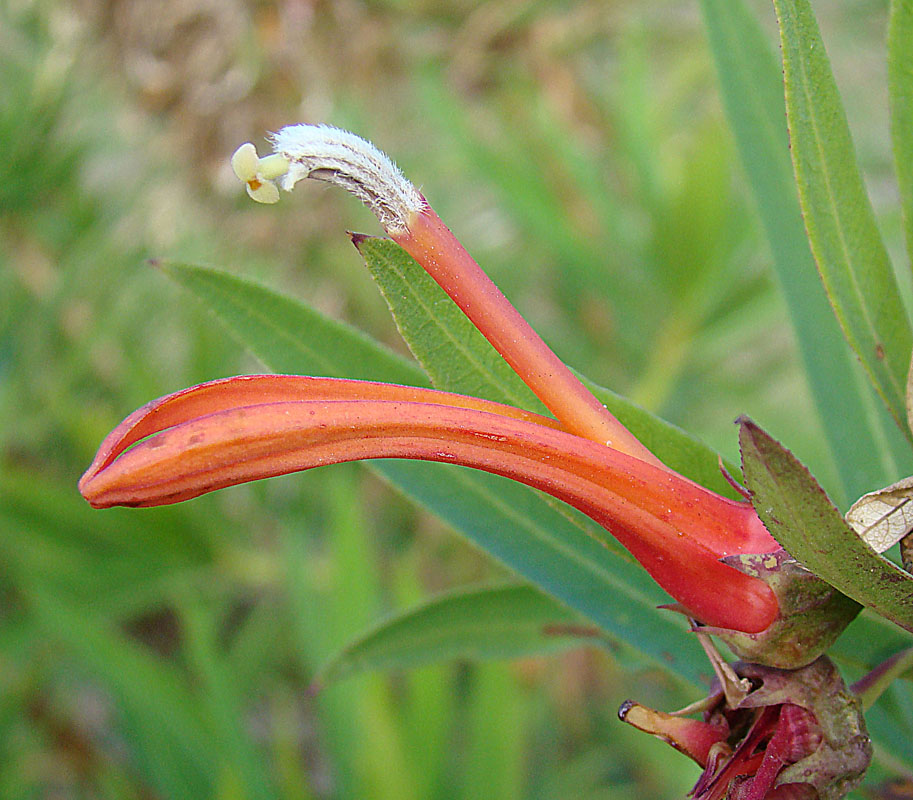
Detail květu Lobelia excelsa s trubičkou tyčinek a vyčnívající čnělkou
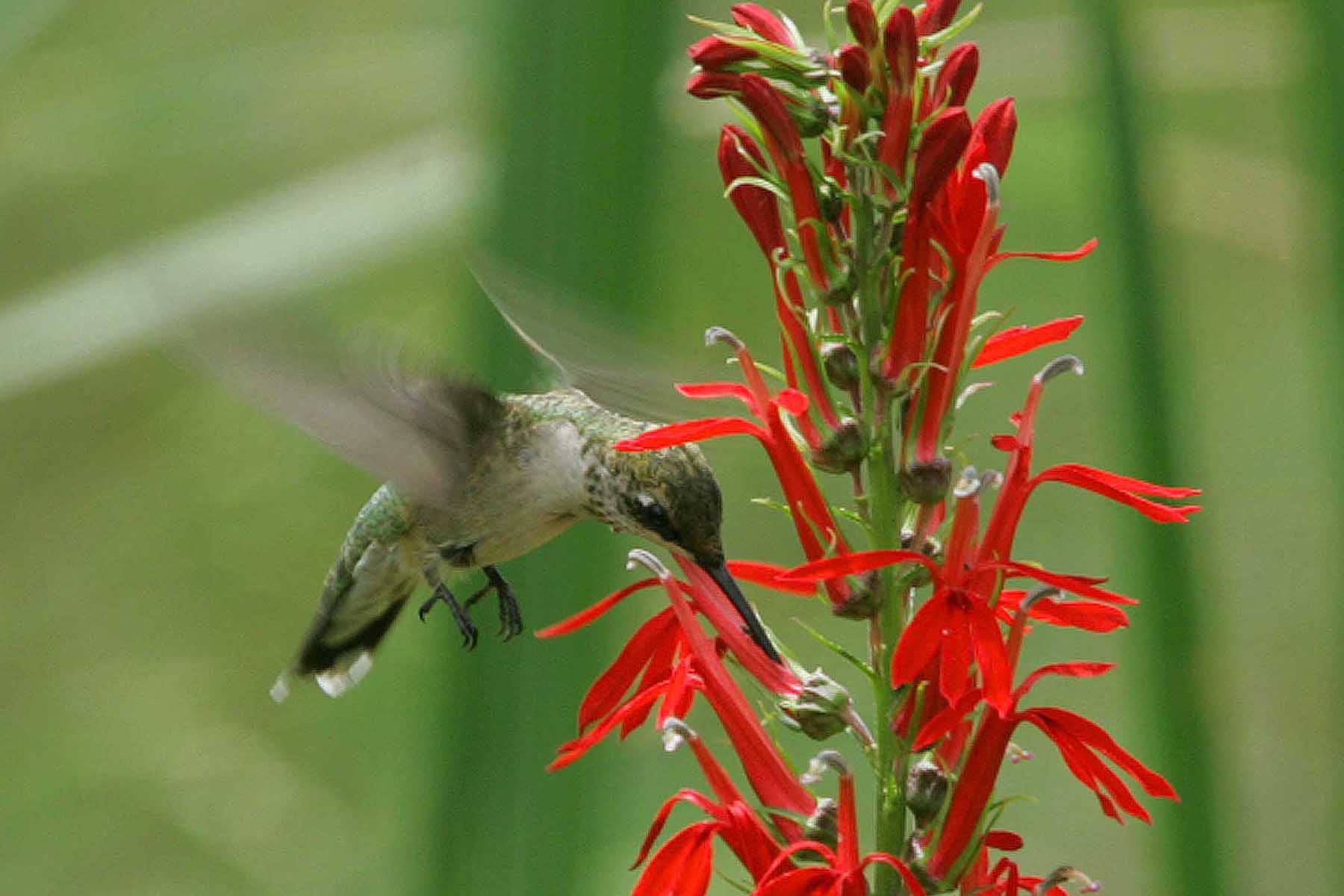
Kolibřík rubínohrdlý na květech lobelky šarlatové
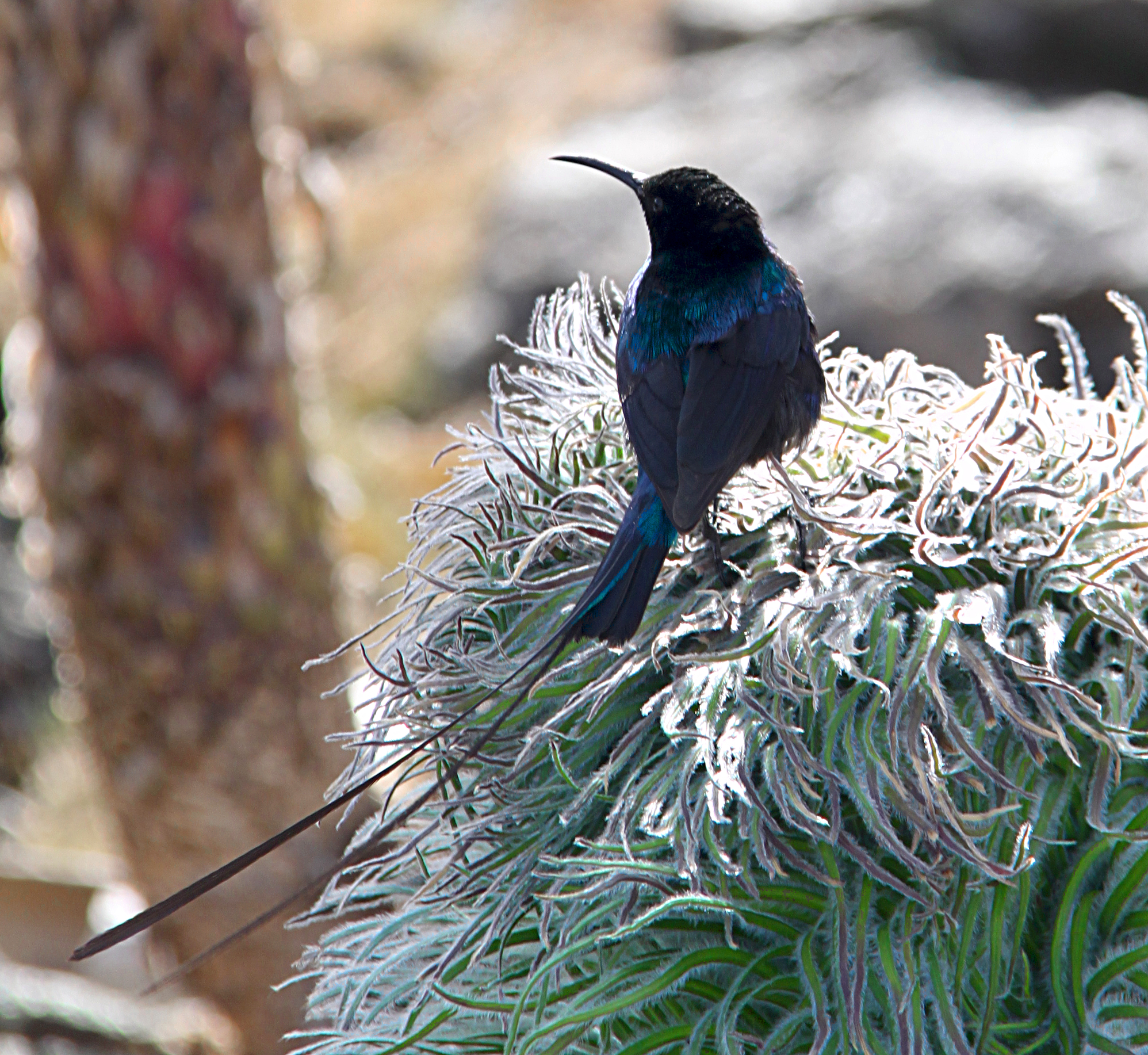
Strdimil zelenopláštíkový na květenství Lobelia telekii v Keni
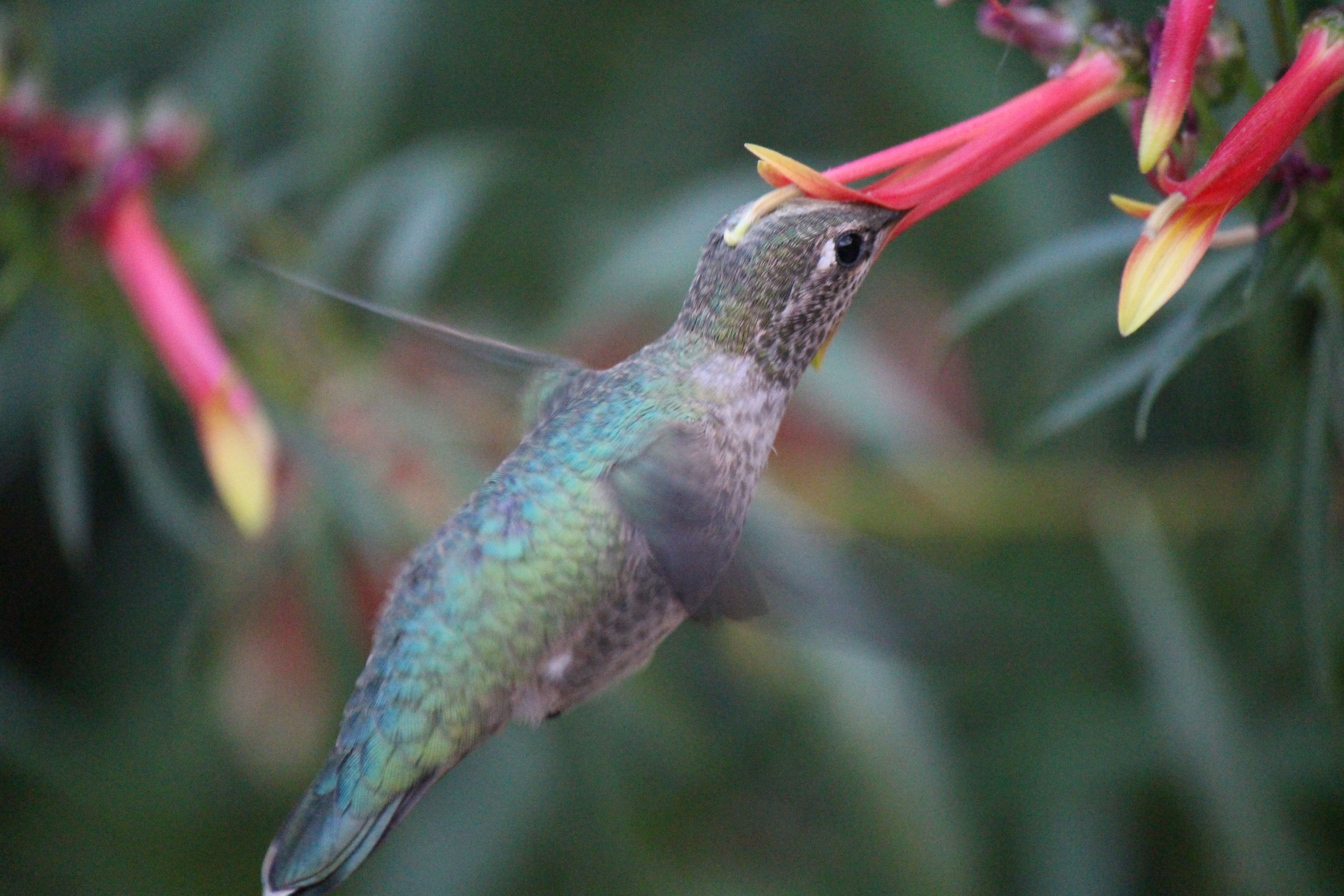
Kolibřík na Lobelia laxiflora

Drobné bobule Lobelia angulata jsou v jihovýchodní Asii důležitou složkou potravy koroptve malajské (Arborophila campbellii).
Lobelky jsou v Severní Americe živnými rostlinami některých můr, konkrétně druhů Cosmodes elegans, Palthis angulalis, Xestia c-nigrum, Argyrotaenia velutinana a Eoparargyractis plevie.

## Taxonomie
Rod Lobelia je v rámci čeledi zvonkovité řazen do podčeledi Lobelioideae, je největším rodem této podčeledi a druhým největším rodem zvonkovitých. V současné taxonomii je převážně na základě morfologie a fytogeografie členěn do 18 sekcí. Klasická taxonomie rodu Lobelia i celé podčeledi Lobelioideae byla zpochybněna fylogenetickými výzkumy. V Antonelliho studii z roku 2008 byla provedena analýza plastidové DNA celkem 68 druhů podčeledi Lobelioideae. Výsledný kladogram obsahuje 8 monofyletických skupin, přičemž různé druhy rodu Lobelia jsou zastoupeny v 7 z nich, promísené celou řadou druhů tvořících jiné rody podčeledi (Brighamia, Clermontia, Cyanea, Delissea, Diastatea, Downingia, Grammatotheca, Hippobroma, Solenopsis, Trematolobelia), které činí rod Lobelia silně polyfyletickým. Taxonomii této skupiny tedy čeká v budoucnu velká reorganizace. V dané studii se ukázalo, že některé morfologické znaky, o něž se opírala tradiční taxonomie (např. rozštěpení korunní trubky, typ plodů, habitus), se objevily vícekrát nezávisle v různých vývojových liniích Lobelioideae a nemají velký taxonomický význam. Pod vlivem radiační speciace docházelo k četnému konvergentnímu vývoji podmíněnému přizpůsobováním se podmínkám na nových stanovištích.
Do rodu Lobelia byl také vřazen rod Pratia.

## Obsahové látky, účinek a jedovatost
Lobelky obsahují různé alkaloidy a jsou proto nezřídka jedovaté. Otravy jsou u lidí poměrně řídké a zpravidla souvisejí s domácím užíváním lobelek jako léčivých rostlin nebo jejich kouřením coby náhražky tabáku. Častěji dochází k otravám u hospodářských zvířat (zejména druh Lobelia berlandieri v Texasu a Mexiku). Otrava lobelkou nadmutou, lobelkou příjičnou nebo lobelkou šarlatovou se projevuje podrážděním trávicího traktu (průjem, zvracení) a příznaky podobnými jako u otravy nikotinem, tedy rozšířením zorniček, zvýšením krevního tlaku, pocením a křečemi. Ve vážných případech dochází ke smrti zástavou srdce a dechu. Šťáva je silně dráždivá pro oči a sliznice.
Severoamerická lobelka nadmutá (L. inflata) obsahuje lobelin a jiné piperidinové alkaloidy (lobelanin, lobelanidin, norlobelanin, isolobinin). Lobelin stimuluje dýchací centrum, ve vyšších dávkách způsobuje dávení. Jeho fyziologický účinek je podobný nikotinu, je však celkově slabší. Terapeutická dávka (jako expektorans) je 0,1 g sušené rostliny. Množství 0,6 až 1 g již způsobuje příznaky otravy, množství převyšující 10 g může způsobit kóma. Podobný účinek má i lobelka příjičná (L. siphilitica). V Indii se jako náhrada tabáku kouří místní druh L. leschenaultina. Lobelka šarlatová (L. cardinalis) obsahuje jako hlavní alkaloid lobinalin, způsobující pokles krevního tlaku. V menším množství obsahuje tento alkaloid i lobelka modrá (L. erinus) a druh L. succulenta. Vysoký obsah alkaloidů má lobelka palčivá (L. urens).
Jedovatý je také africký druh Lobelia wollastonii a asijské druhy Lobelia nicotianifolia a Lobelia clavata.

Lobelin
Lobinalin

## Zástupci
- lobelka modrá (Lobelia erinus), syn. lobelka drobná
- lobelka Gerardova (Lobelia × gerardii) - kříženec L. cardinalis x siphilitica
- lobelka nádherná (Lobelia × splendens)
- lobelka nadmutá (Lobelia inflata)
- lobelka palčivá (Lobelia urens)
- lobelka převislá (Lobelia richardii)
- lobelka příjičná (Lobelia siphilitica), syn. lobelka velká
- lobelka šarlatová (Lobelia cardinalis, syn. L. fulgens), syn. lobelka zářivá[30][32]

## Význam

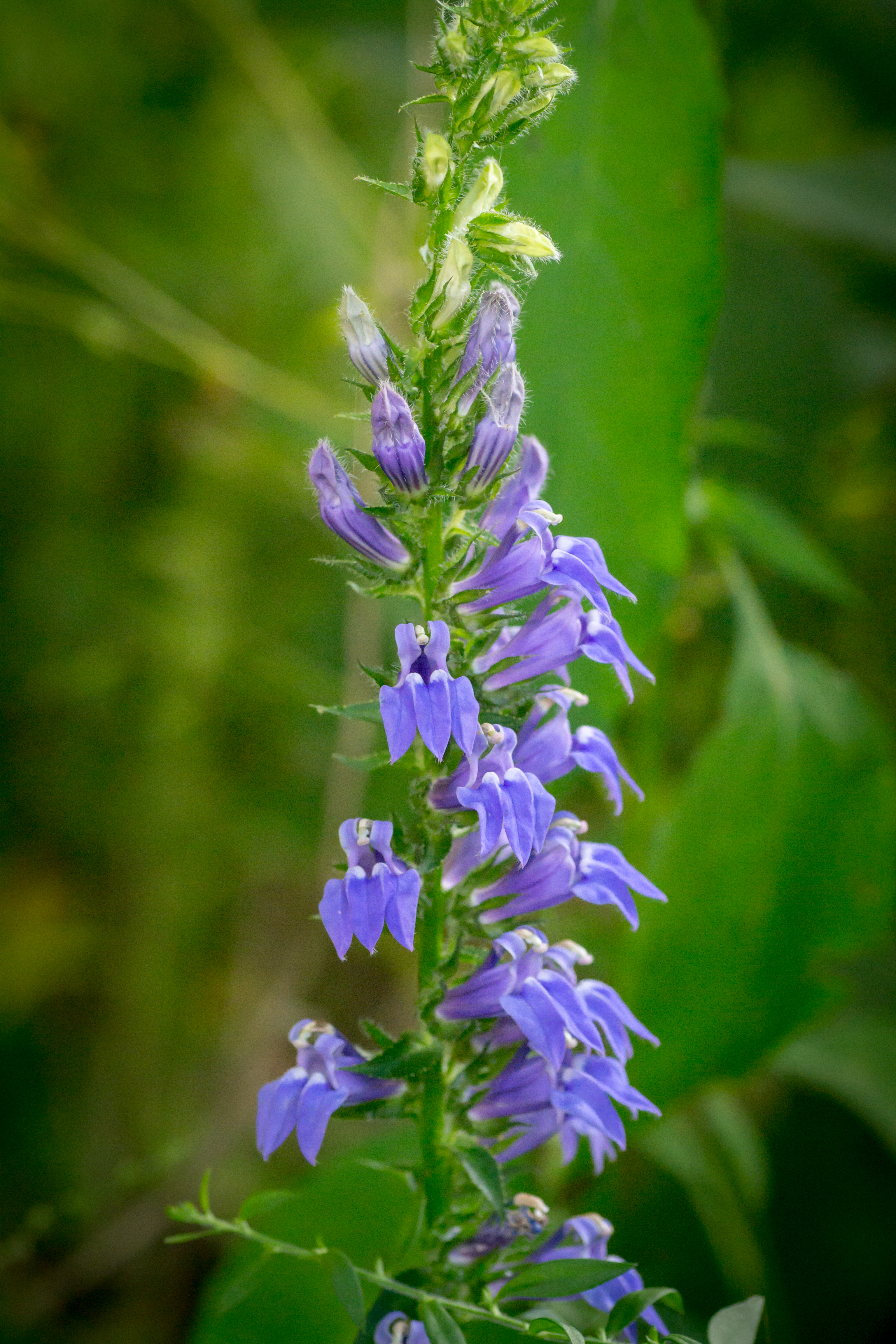
Lobelka příjičná

Lobelka modrá (L. erinus) je často pěstována jako delikátní zahradní i truhlíková letnička. Rostlina pochází ze subsaharské Afriky a je pěstována v řadě kultivarů různých barev.
Řidčeji se pěstují některé statnější druhy, zejména kultivary spadající do hybridogenního druhu lobelka nádherná (Lobelia × splendens), který shrnuje komplikované křížence lobelky šarlatové, lobelky příjičné a druhu Lobelia fulgens. Pěstují se také severoamerické druhy lobelka šarlatová (L. cardinalis), lobelka příjičná (L. siphilitica) a jejich kříženec, lobelka Gerardova (L. x gerardii). Lobelky jsou použitelné i pro vlhká stanoviště a zahradní jezírka.
V Chile je jako zahradní okrasná rostlina pěstován také nápadně kvetoucí druh L. tupa.
Vysoké severoamerické druhy s pevnými stonky, jako je lobelka šarlatová, lobelka příjičná a jejich kulturní hybridy, se občas používají k řezu.
Lobelky mají význam v medicíně a jsou zdrojem některých farmakologicky využívaných alkaloidů. Nať severoamerické lobelky nadmuté (L. inflata) je známa pod názvem Herba lobeliae a je součástí oficiálního lékopisu i v ČR. Rostlina působí jako silné emetikum, má také sedativní, antiseptické, insekticidní a jiné účinky. Je používána při léčení syfilis, koliky, tyfu[nepřesný odkaz], nachlazení, bolestí hlavy, revmatismu aj. Listy a kořeny se používají zevně na uštknutí, bodnutí hmyzem, opařeniny a vředy. Alkaloid lobelin, získávaný z tohoto druhu, je v medicíně používán při ošetřování onemocnění dýchacího ústrojí a při odvykání kouření.
Obklady z rozdrcených listů lobelky příjičné se přikládají při bolestech hlavy, nálev z listů slouží při horečkách a nachlazení, odvar z kořenů se používá proti střevním parazitům, revmatismu a žaludečním potížím. Podobné využití má i lobelka šarlatová. Jihoamerický druh Lobelia decurrens má drastické projímavé účinky.
Indiáni etnické skupiny Mapučové z jihu Jižní Ameriky kouří listy druhu Lobelia tupa pro jejich narkotické účinky. Šťáva se používá k ulevení od bolesti zubů.
V indické ájurvédě a tamilské medicíně má poměrně široké využití druh Lobelia nicotianifolia. Rostlina má antibakteriální a antivirové účinky a slouží jako repelent a pesticid. Výluh z lobelky L. leschenaultina, pocházející z jižní Indie, je používán jako přírodní pesticid zejména k hubení mšic, ploštic a roztočů. V asijské medicíně se dále používají druhy Lobelia clavata, Lobelia chinensis, Lobelia pyramidalis, v africké Lobelia giberroa.
Některé druhy lobelek se používají v čarodějnictví, rituálech a k navození sexuální přitažlivosti.

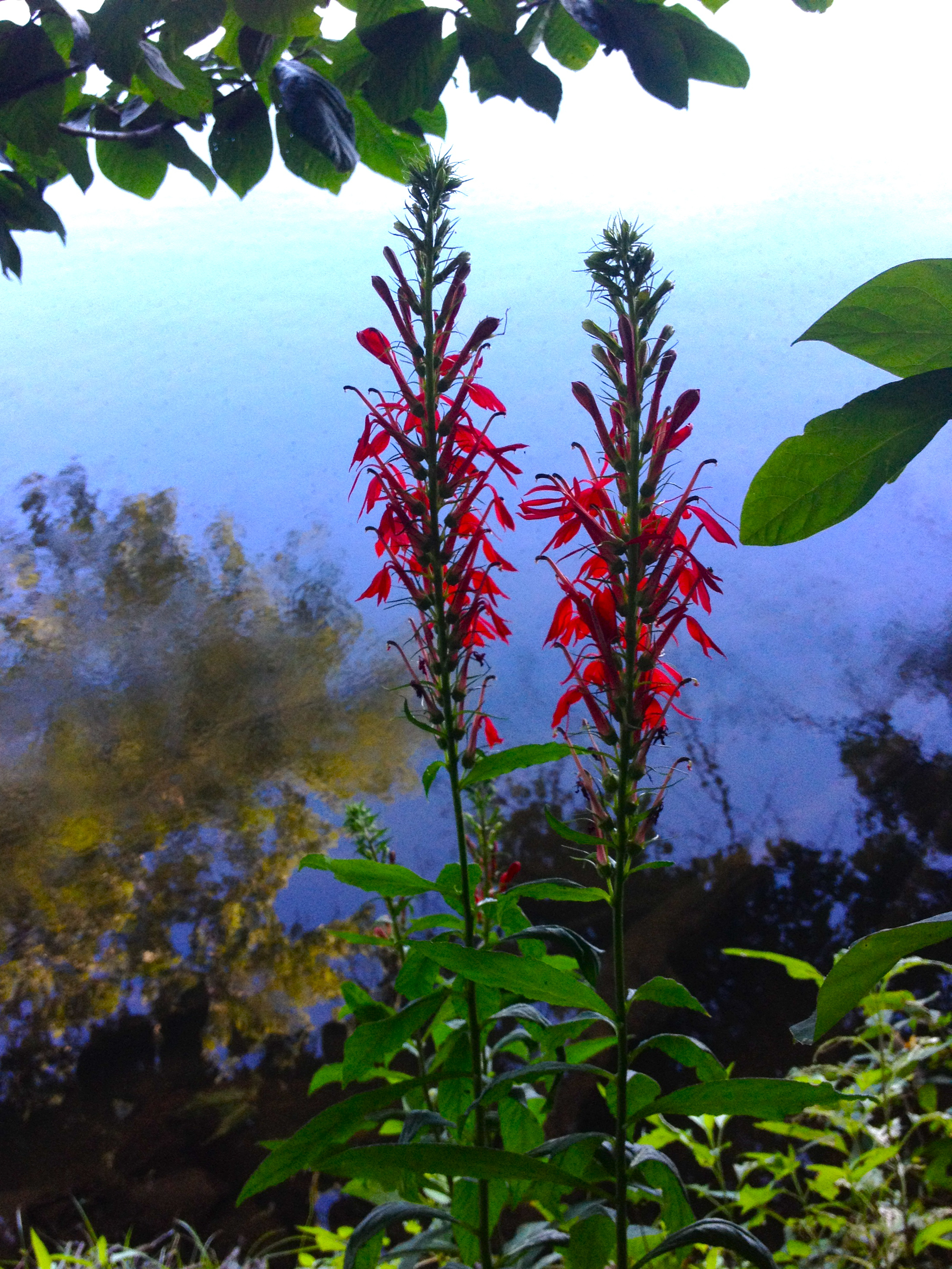
Lobelka šarlatová
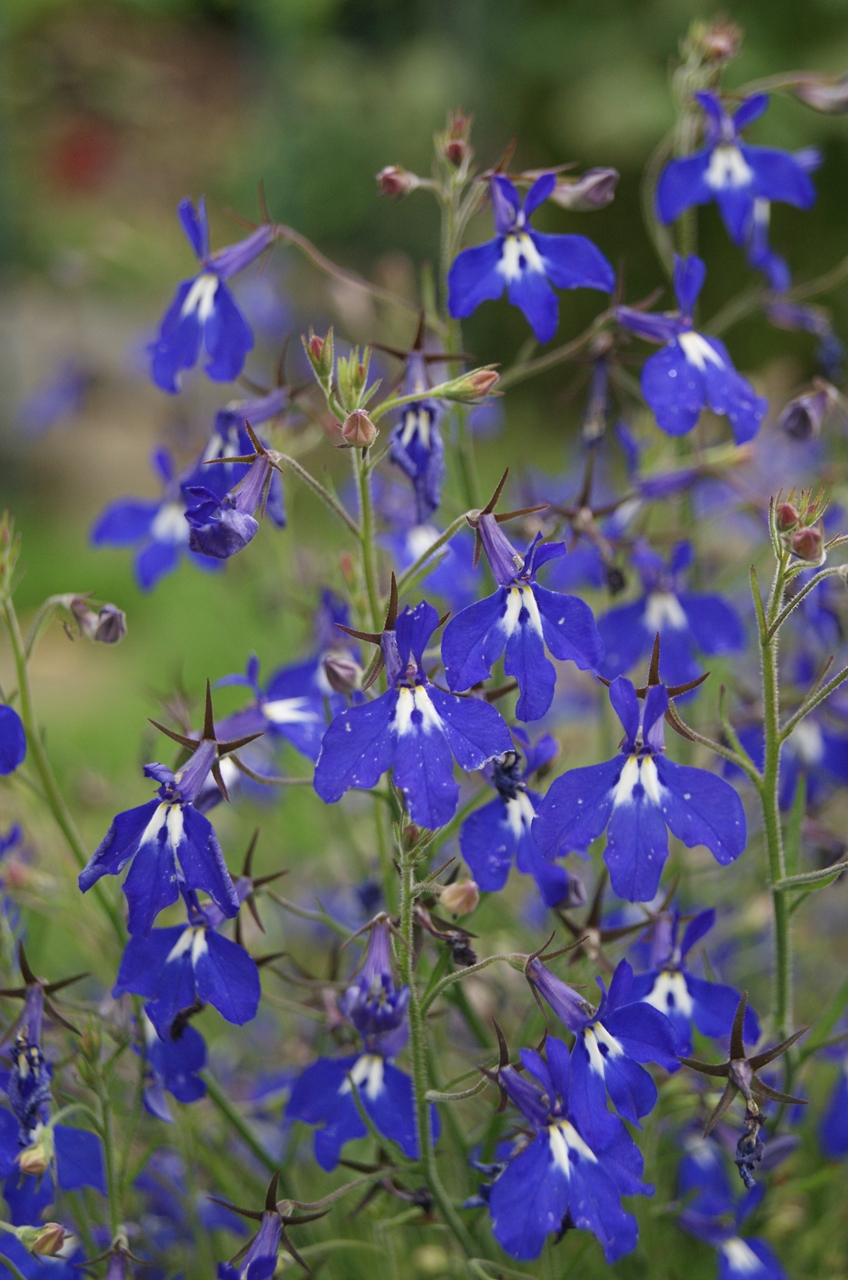
Lobelka modrá, kultivar 'Richardii'
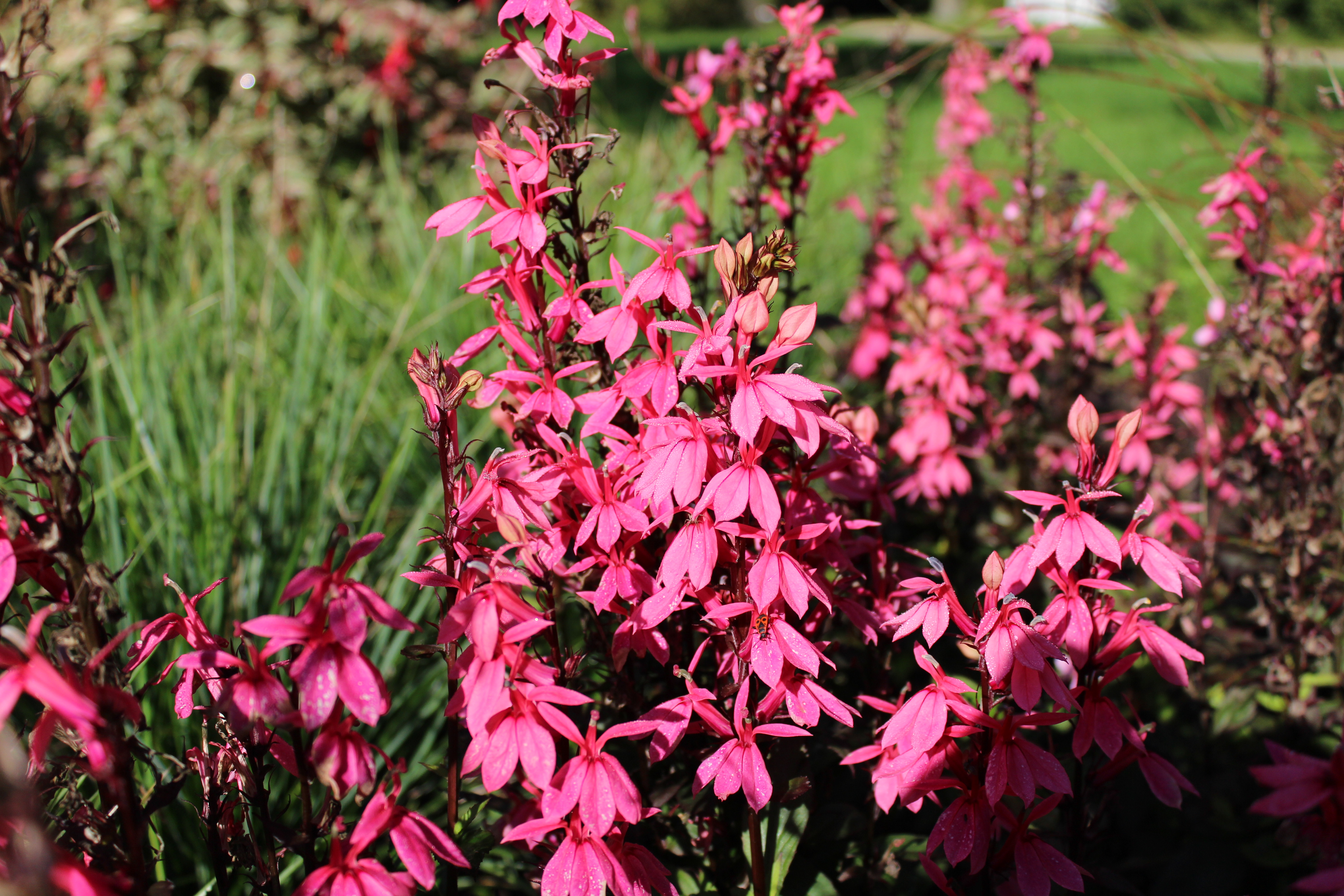
Lobelka nádherná, kultivar 'Fan Salmon'
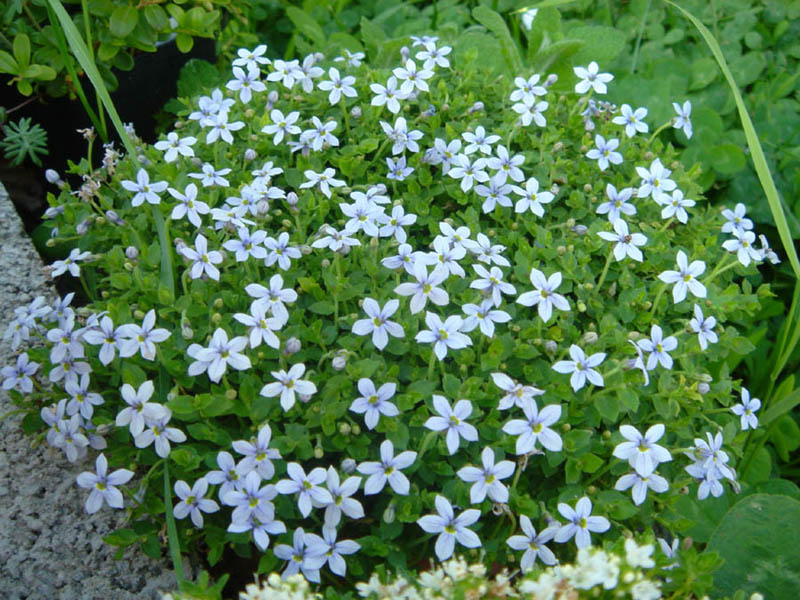
Lobelia pedunculata jako okrasná rostlina